# 光叶水青冈
光叶水青冈（学名：Fagus lucida）为壳斗科水青冈属下的一个种。